# Paraclaravis
Paraclaravis (Grondduiven) is een geslacht van vogels uit de familie van de duiven (Columbidae). De wetenschappelijke naam van het geslacht is voor het eerst geldig gepubliceerd in 2018.

## Soorten
De volgende twee soorten zijn bij het geslacht ingedeeld:
- Paraclaravis geoffroyi  – Purperbandgrondduif
- Paraclaravis mondetoura  – Purperborstgrondduif